# Luis Regueiro Urquiola
Luis Regueiro Urquiola (22 de dezembro de 1943) é um ex-futebolista mexicano que competiu na Copa do Mundo FIFA de 1966.